# Черна молинезия
Черните молинезии (Poecilia sphenops) са вид лъчеперки от семейство Живородни шаранозъби (Poeciliidae), използвани в акваристиката.

## Разпространение
В естествени условия се срещат в Централна Америка.

## Описание
Те са много пъргави животни които обитават горните слоеве на водата. Те стават красиви едва като възрастни и са миролюбиви стадни риби. При тях се наблюдава добре изразен полов диморфизъм. Женската е по-голяма и по дебела от мъжкия. Развъждането е възможно. Те са живородни рибки. Те раждат напълно оформени малки, които веднага след раждането трябва да бъдат отделени от аквариума. Когато пораснат с няколко сантиметра се връщат в него.

## Хранене
Най-подходящата храна за черната молинезия са тубифекса, водните бълхи, циклопсите, ларви на комари, суха храна, водорасли и зелена салата (маруля). Tакива храни обикновено се продават в зоомагазините.